# Umm-an-Nar-Kultur
Koordinaten: 24° 26′ 21″ N, 54° 30′ 16″ O
Die Umm-an-Nar-Kultur ist eine bronzezeitliche archäologische Kultur, die sich während des Zeitraums 2700/2600 bis 2000 v. Chr. in den Vereinigten Arabischen Emiraten und im Norden Omans entfaltete.

## Etymologie und Typlokalität
Die Umm-an-Nar-Kultur wurde nach ihrer Typlokalität, der Insel  Umm an-Nar (arabisch أم النار, DMG Umm an-nār ‚Mutter des Feuers‘) bezeichnet, welche südöstlich von Abu Dhabi gelegen ist. Die Typlokalität steht unter Schutz, ihr öffentlicher Zugang ist aufgrund ihrer Lage zwischen einer Erdölraffinerie und einem militärischen Sperrgebiet eingeschränkt. Die Behörden der Vereinigten Arabischen Emirate wollen in Zukunft den Zugang erleichtern und die Typlokalität unter die kulturellen Sehenswürdigkeiten des Landes einreihen.

## Forschungsgeschichte
Die ersten Ausgrabungen in Umm-an-Nar wurden 1959 von einer dänischen archäologischen Expedition unter der Leitung von Geoffrey Bibby vorgenommen, zwölf Jahre vor der Gründung der Vereinigten Arabischen Emirate. Sie untersuchte sieben der insgesamt 50 Grabanlagen sowie drei Areale der vorzeitlichen Siedlung. An einigen der Steinhügel konnten sie gut ineinander passende Steine freilegen. Ab Februar 1959 wurde auf dem Plateau an der Freilegung des Grabhügels I gearbeitet. 1960 und 1961 wurden weitere Grabhügel untersucht, an der Siedlung wurde 1962/1963, 1964 und 1965 gearbeitet. Die Ausgrabungsarbeiten der Dänen wurden 1965 eingestellt; an ihre Stelle trat 1975 ein Team aus dem Irak, das fünf weitere Gräber und einen kleinen Teil der Siedlung freilegte. Zwischenzeitlich (von 1970 bis 1972) hatte bereits ein irakischer Restaurierungstrupp unter der Leitung von Shah Al Siwani, Mitglied des Direktoriums für Altertümer in Bagdad, die von den Dänen freigelegten Grabhügel wieder in Stand gesetzt bzw. wieder aufgebaut.

## Beschreibung
Charakteristisch für die Umm-an-Nar-Kultur sind runde Bestattungsgebäude, deren Außenmauern aus sehr gut aneinander passenden Steinen bestehen. Einige der verbauten Steinplatten sind mit einfachen Reliefs dekoriert. Im Inneren fanden sich zahlreiche menschliche Knochen – Überreste Verstorbener, die hier im Verlauf der Jahrhunderte beigesetzt worden waren.

## Genereller kultureller Rahmen
Die Umm-an-Nar-Kultur bildet zusammen mit der Wadi-Suq-Kultur den mittleren Abschnitt der Besiedlungsgeschichte der südöstlichen Golfregion. Die ältere, vorangegangene Besiedlungsphase (Hafit-Kultur) wird durch hunderte von bienenstockartigen Steingräbern gekennzeichnet, in welchen Keramikgegenstände aus Mesopotamien gefunden wurden. Die nachfolgende Wadi-Suq-Kultur (2000 bis 1600 v. Chr.) setzte zwar die relativ hoch entwickelten Züge ihrer Vorgängerin fort, es kam aber dennoch zu einem kulturellen Niedergang. Die nur wenig belegte letzte Phase der Bronzezeit (1600 bis 1300 v. Chr.) wird nur undeutlich in ganz wenigen Siedlungen angetroffen. Während der anschließenden Eisenzeit (1300 bis 300 v. Chr.) erfolgte ein enormer kultureller Aufschwung, der auf die Einführung des unterirdischen Bewässerungssystems Qanat, hier als Faladsch bezeichnet, durch die örtlichen Gemeinschaften zurückzuführen ist.